# Římskokatolická farnost Strakonice-Podsrp
Římskokatolická farnost Strakonice-Podsrp je územním společenstvím římských katolíků v rámci strakonického vikariátu Českobudějovické diecéze.

## O farnosti

### Historie
V roce 1718 byla na Podsrpu (část Předních Ptákovic, místní části města Strakonice) nalezena socha Panny Marie, kterou strhla povodeň ze strakonického mostu. Roku 1749 byla v místě postavena kaple, v letech 1771–1774 přestavěna do současné podoby poutního kostela. V roce 1772 byla při kostele zřízena duchovní správa, která byla roku 1786 povýšena na samostatnou farnost.

### Současnost
Podsrpenská farnost je administrována ex currendo z městské farnosti ve Strakonicích.
| Kostel                      | Místo             | Bohoslužba             | Bohoslužba             | Poznámka     |
| --------------------------- | ----------------- | ---------------------- | ---------------------- | ------------ |
| Kaple sv. Ludmily           | Kapsova Lhota     | neslouží se pravidelně | neslouží se pravidelně | obecní kaple |
| Kostel Panny Marie Bolestné | Strakonice-Podsrp | neděle                 | 8.00                   | farní kostel |